# Ołesia Rychluk
Ołesia Rychluk (ur. 11 grudnia 1987 w Kijowie) – ukraińska siatkarka, reprezentantka kraju, grająca na pozycji atakującej. 

## Sukcesy klubowe
Puchar Ukrainy:
- 2002, 2003

Mistrzostwo Ukrainy:
- 2003, 2004
- 2005, 2007, 2008, 2010

Mistrzostwo Korei Południowej:
- 2013

Superpuchar Szwajcarii:
- 2013, 2014, 2015, 2016

Puchar Szwajcarii:
- 2014, 2015, 2016, 2017

Mistrzostwo Szwajcarii:
- 2014, 2015, 2016, 2017

Klubowe Mistrzostwa Świata:
- 2015, 2017

Puchar CEV:
- 2021

## Nagrody indywidualne
- 2015: Najlepsza atakująca Klubowych Mistrzostw Świata
- 2022: Najlepsza siatkarka 2022 roku na Ukrainie[6]